# Expédition Villasur

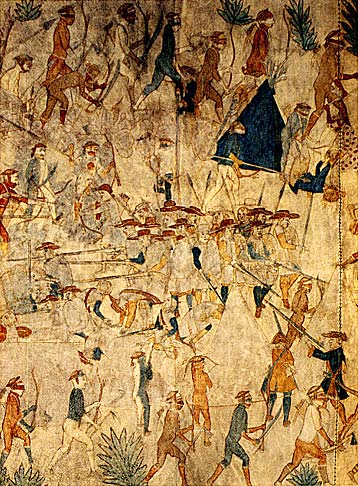
Combat entre les troupes espagnoles et les forces Pawnees et françaises.

L’expédition Villasur est une expédition militaire espagnole de 1720 destinée à contrer la présence française de plus en plus importante sur les grandes plaines centrales d'Amérique du Nord. Les troupes espagnoles furent dirigées par le lieutenant-général Pedro de Villasur et elle se solda par leur défaite contre les forces franco-pawnees de la région de El Cuartelejo pueblo sur le territoire du Kansas. 

## Les raisons politiques
En 1714, Étienne de Veniard, sieur de Bourgmont est le premier Européen à atteindre la rivière Missouri et la rivière Platte. 
En 1718, la guerre de la Quadruple Alliance (guerre franco-espagnole de 1719 en Amérique du Nord) éclata entre la France et l'Espagne. Le lieutenant-général Villasur est envoyé par le gouverneur de la colonie espagnole du Nouveau-Mexique pour capturer les trappeurs et commerçants français. Ce faisant, les autorités espagnoles ont pu recueillir des renseignements au sujet des ambitions françaises dans la région.

## La bataille
Le 16 juin 1720, Villasur quitte Santa Fe à la tête d'une troupe d'une quarantaine de soldats espagnols, auxquels il faut ajouter une soixantaine d'éclaireurs amérindiens pueblos et une douzaine d'éclaireurs apaches.
En août, l'expédition prend contact avec les Pawnees et les Otoes le long de la rivière Platte et la rivière Loup. Le 13 août un prisonnier pawnee s'échappe. Villasur craint la possibilité d'une attaque. Il décide d'installer un camp au confluent des deux rivières.
Le 14 août au matin, une importante force pawnee aidée par des trappeurs français attaqua le camp espagnol. Lors de ce combat, les forces de Villasur perdirent 34 de leurs soldats espagnols, et 11 éclaireurs pueblos furent tués. Les autres survivants retournèrent à Santa Fe, le 6 septembre suivant.